# هاکون چهارم نروژ
هاکون چهارم نروژ (انگلیسی: Haakon IV of Norway; c. مارس/آوریل ۱۲۰۴ – ۱۶ دسامبر ۱۲۶۳) پادشاه نروژ بین سال‌های ۱۲۱۷ تا ۱۲۶۳ میلادی بود.
او فرزند نامشروع هاکون سوم بود که در دو سالگی از جنوب نروژ به شمال و با کمک مردم نروژ ، منتقل گردید و جانشین پدر که توسط ملکه بیوه و نامداری خود مسموم گردیده بود شد.